# إدوارد بورتر (سياسي)
إدوارد بورتر (بالإنجليزية: Edward Porter)‏ هو سياسي بريطاني (وحمل سابقاً جنسية المملكة المتحدة لبريطانيا العظمى وأيرلندا)، ولد في 28 يوليو 1880، وتوفي في 31 أغسطس 1960. حزبياً، نشط في حزب العمال. في الانتخابات العامة في المملكة المتحدة 1945 ‏، انتخب عضو برلمان المملكة المتحدة الـ38 عن دائرة وارينغتون ‏ (5 يوليو 1945 – 3 فبراير 1950).